# Embajada japonesa a los Estados Unidos (1860)

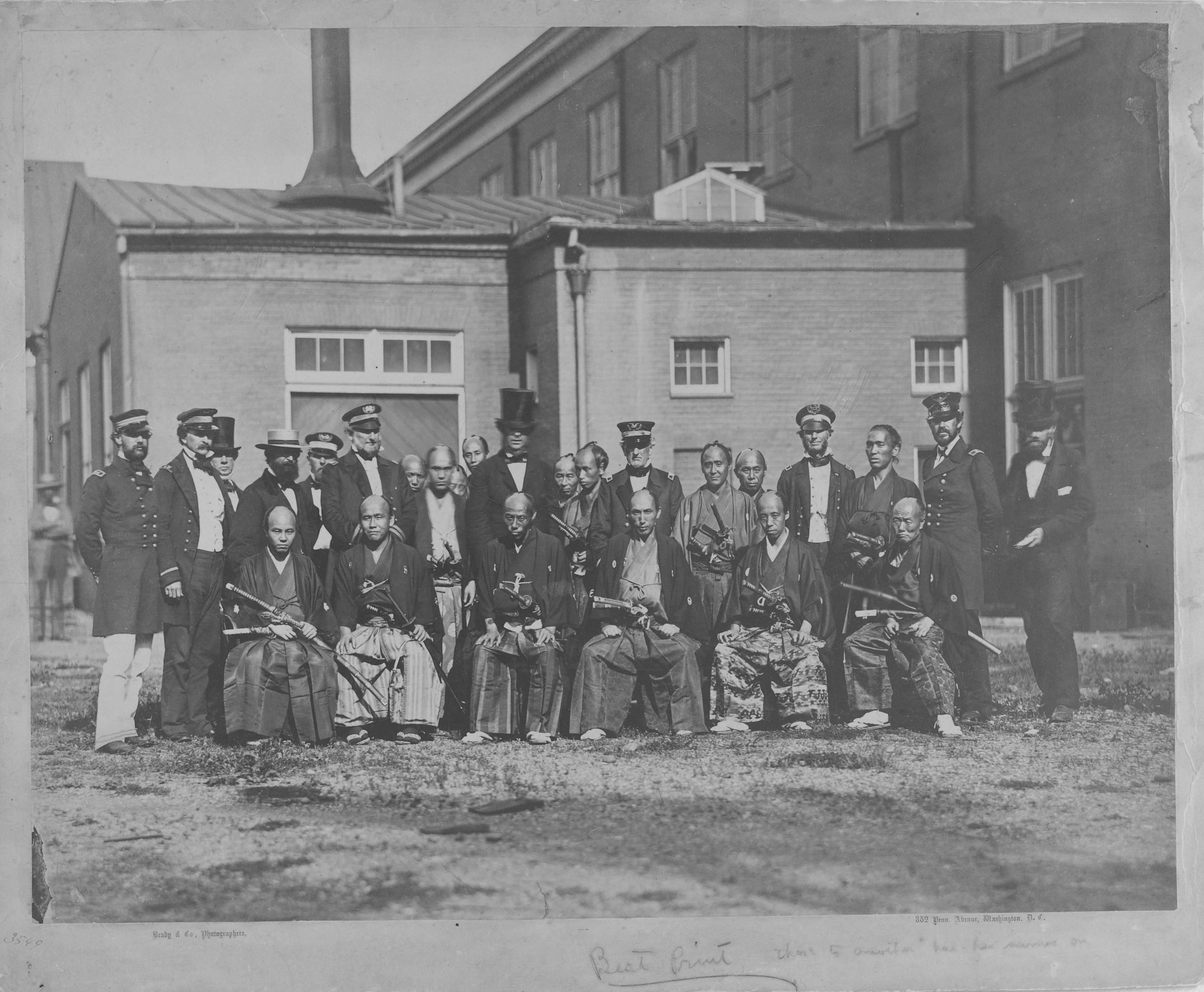
La embajada en el astillero de Washington D. C.: vice embajador Muragaki Norimasa (tercero por la izquierda), embajador Shinmi Masaoki (centro), y Oguri Tadamasa (segundo a la derecha)

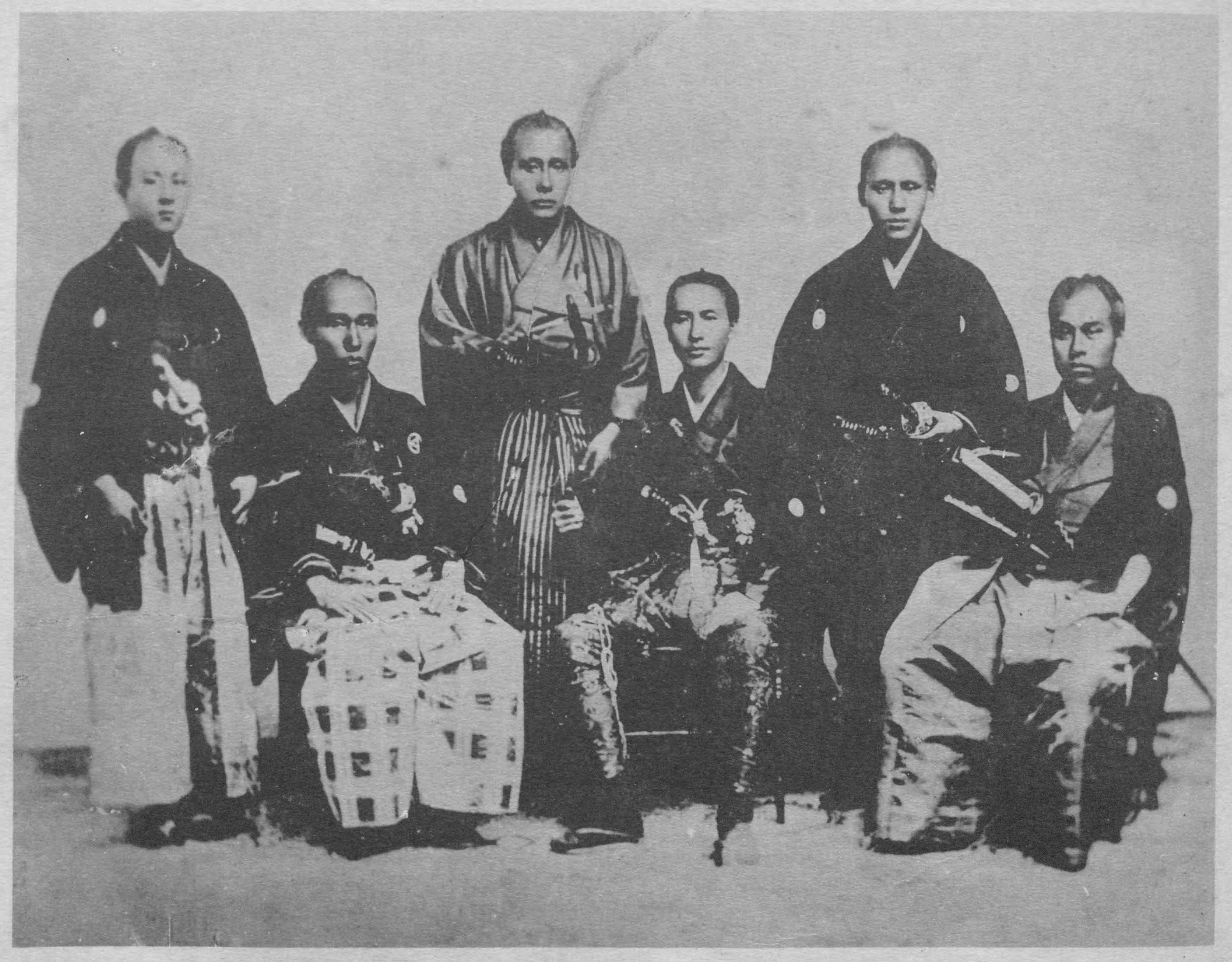
Marineros del Kanrin Maru, la escolta de la embajada. De derecha a izaquierda: Fukuzawa Yukichi, Okada Seizō, Hida Hamagorō, Konagai Gohachirō, Hamaguchi Yoemon, Nezu Kinjirō.

La embajada japonesa a los Estados Unidos (万延元年遣米使節 Man'en gannen kenbei shisetsu?), (literalmente "embajada a América del primer año de la era Man'en") fue enviada por el shogunato Tokugawa en 1860. Su objetivo era ratificar el Tratado de Amistad y Comercio entre los Estados Unidos y Japón. Fue, además, la primera misión diplomática japonesa a los Estados Unidos desde la expedición de Perry de 1854.
Otra faceta significativa de la misión era el envío por parte del bakufu de un buque de guerra japonés, el Kanrin Maru, como escolta de la delegación diplomática y como muestra del dominio que había alcanzado Japón de las tecnologías y navegación occidentales en apenas seis años, tras una política de aislamiento de casi 250 años.

## Antecedentes

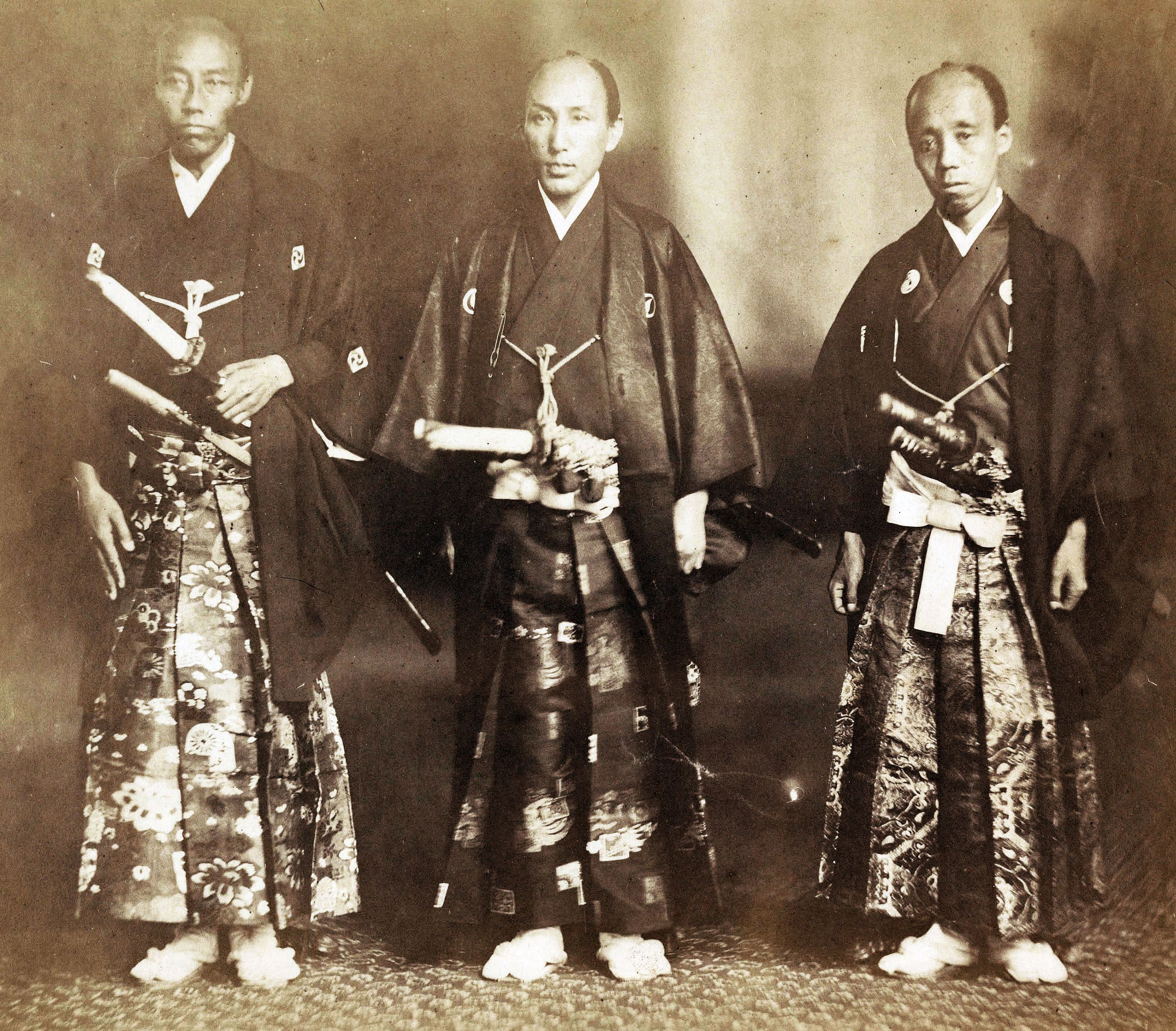
Los tres miembros plenipotenciarios de la embajada japonesa: Muragaki Norimasa, Shinmi Masaoki, y Oguri Tadamasa.

El 19 de enero de 1860, el Kanrin Maru zarpó de Uraga hacia San Francisco al mando del capitán Katsu Kaishū, con John Manjiro como traductor oficial, llevando 96 japoneses y un oficial americano, John M. Brooke, a bordo.  El jefe de la misión era el almirante Kimura Yoshitake, un oficial de alto rango del shogunato. Como asistente del almirante viajaba Fukuzawa Yukichi, el futuro educador y reformista (pero entonces sólo un joven ansioso de ver tierras extranjeras) que se había presentado voluntario para la misión.
La embajada japonesa propiamente dicha viajó a bordo del buque de la armada de los Estados Unidos Powhatan, el cual era escoltado por el Kanrin Maru. Este último, sin embargo, siguió una ruta diferente a través del océano Pacífico y llegó antes que el Powhatan. La embajada japonesa estaba compuesta oficialmente por tres hombres: el embajador Shinmi Masaoki, el vice embajador Muragaki Norimasa, y el inspector (metsuke) Oguri Tadamasa.

## Destinos

### San Francisco

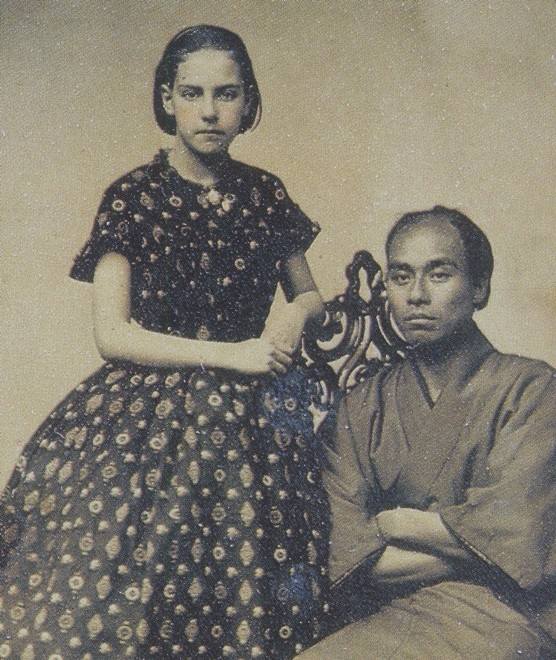
Fukuzawa Yukichi con Theodora Alice en San Francisco, 1860.

El Kanrin Maru viajó a San Francisco directamente, pero el Powhatan (y la embajada) hicieron un alto en Hawái. Cuando llegó a San Francisco, donde la delegación permaneció durante un mes, Fukuzawa se hizo fotografiar con una chica americana, una de las fotografías más famosas de la historia de Japón. Fukuzawa compró un diccionario inglés–chino, que estudió diligentemente y que le serviría para preparar su propio diccionario inglés–japonés.

### WashingtonD.C., Nueva York

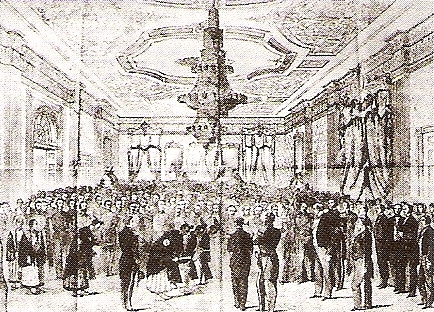
Recepción en la Casa Blanca

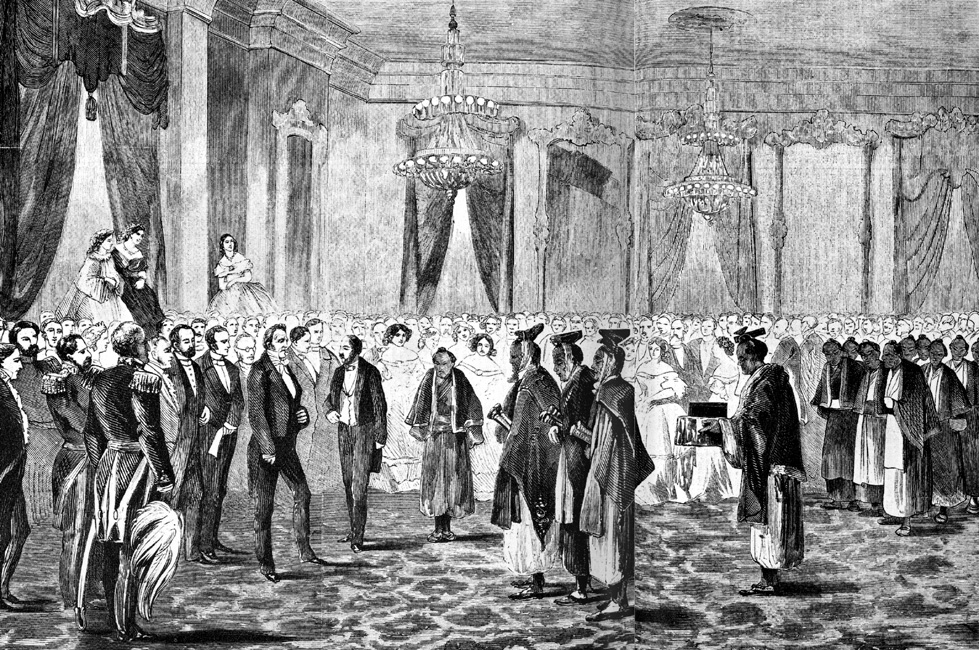
El presidente de los EE. UU. James Buchanan recibiendo a la embajada.

Cuando el Kanrin Maru regresó a Japón, el Powhatan continuó con la embajada hasta Panamá, donde sus miembros cruzaron al Atlántico usando vía el recién creado Ferrocarril de Panamá. Tras embarcar en el USS Roanoke, la misión diplomática se dirigió a Washington, D.C. Hubo numerosas recepciones en su honor, incluyendo una en la Casa Blanca, donde los diplomáticos se reunieron con el presidente James Buchanan, que los obsequió con un reloj de oro con un grabado de su retrato como regalo para el sogún.
La delegación japonesa viajó al norte, a Filadelfia. Su atención a las actividades previstas se vio distraída por la noticia del asesinato en Tokio del Tairō Ii Naosuke el 24 de marzo (que sería conocido más tarde como el "incidente de Sakuradamon"). Ii Naosuke había sido el signatario de mayor rango del Tratado de Amistad y Comercio, que había complementado al Tratado de Kanagawa de 1854. y la firma de este tratado parece ser uno de los motivos que provocaron su asesinato.
La delegación continuó hasta la ciudad de Nueva York, donde su paso por Broadway desde el Battery constituyó un magnífico desfile.

### El regreso
Partiendo de Nueva York el 30 de junio, cruzaron los océanos Atlántico e Índico a bordo del USS Niagara y llegaron a Porto Grande, islas de Cabo Verde, el 16 de julio. Durante la travesía recalaron en los puertos de São Paulo-de-Loande (actual Luanda), Angola; Batavia (actual Yakarta), Java; y Hong Kong, entre otros. La fragata llegó finalmente a la bahía de Tokio el 8 de noviembre, donde sus pasajeros, tras haber circunnavegado el planeta, desembarcaron.